# Oxira rufonigra
Oxira rufonigra là một loài bướm đêm trong họ Noctuidae.